# Martin Kree
Martin Kree, né le 27 janvier 1965 à Wickede, est un footballeur allemand qui évoluait principalement au poste de défenseur central.
Au cours de ses quinze années de carrière professionnelle, Kree dispute 401 matchs de Bundesliga avec le VfL Bochum, le Bayer 04 Leverkusen et le Borussia Dortmund.

## Biographie
Natif de à Wickede, en Rhénanie du Nord-Westphalie, Kree fait ses débuts en première division avec le VfL Bochum lors de la saison 1983-1984 (7 matchs, 1 but). Lors de la saison 1988-1989, il inscrit 12 buts (dont 3 tirs au but). Titulaire indiscutable, il manque seulement six matchs au cours de ses quatre dernières saisons au club,.
Il rejoint ensuite le Bayer 04 Leverkusen, avec lequel il dispute 38 matchs de championnat et marque 9 buts lors de la première saison avec des équipes de l’Allemagne réunifiée. Après cinq saisons dans ce club, Kree signe en faveur du Borussia Dortmund. Il y remporte deux titres de champions consécutifs. En 1997, il remporte également la Ligue des champions. Lors de la campagne victorieuse de la Ligue des champions, il dispute huit matchs (dont six matchs en intégralité, y compris la finale).
Kree raccroche les crampons en 1998, à l'âge de 33 ans.
Le bilan de sa carrière s'élève à 401 matchs en Bundesliga, pour un total de 51 buts inscrits. Il joue également 17 matchs en Ligue des champions (un but), 13 en Coupe de l'UEFA, quatre en Coupe des coupes, et deux en Supercoupe d'Europe.

## Palmarès
- Finaliste de la Coupe d'Allemagne en 1988 avec le VfL Bochum
- Vainqueur de la Coupe d'Allemagne en 1993 avec le Bayer Leverkusen
- Vainqueur de la Supercoupe d'Allemagne en 1995 avec le Borussia Dortmund
- Champion d'Allemagne en 1995 et 1996 avec le Borussia Dortmund
- Vainqueur de la Ligue des champions de l'UEFA en 1997 avec le Borussia Dortmund
- Finaliste de la Supercoupe de l'UEFA en 1997 avec le Borussia Dortmund